# 11351 Leucus
11351 Leucus este o planetă minoră (asteroid), cu un diametru de 34,155 km, din Asteroid troian al lui Jupiter. A fost descoperită pe 12 octombrie 1997 la Xinglong Station⁠(d) de Beijing Schmidt CCD Asteroid Program⁠(d) și a fost numită după Leucus⁠(d). 
Obiectul prezintă o orbită caracterizată de o semiaxă mare de 5,2892447 UAi, o excentricitate de 0,064, o înclinație de 11,55528 ° în raport cu ecliptica.